# Escaro
Escaro is een gemeente in het Franse departement Pyrénées-Orientales (regio Occitanie) en telt 98 inwoners (2009). De plaats maakt deel uit van het arrondissement Prades.

## Geografie
De oppervlakte van Escaro bedraagt 14,6 km², de bevolkingsdichtheid is dus 6,7 inwoners per km².

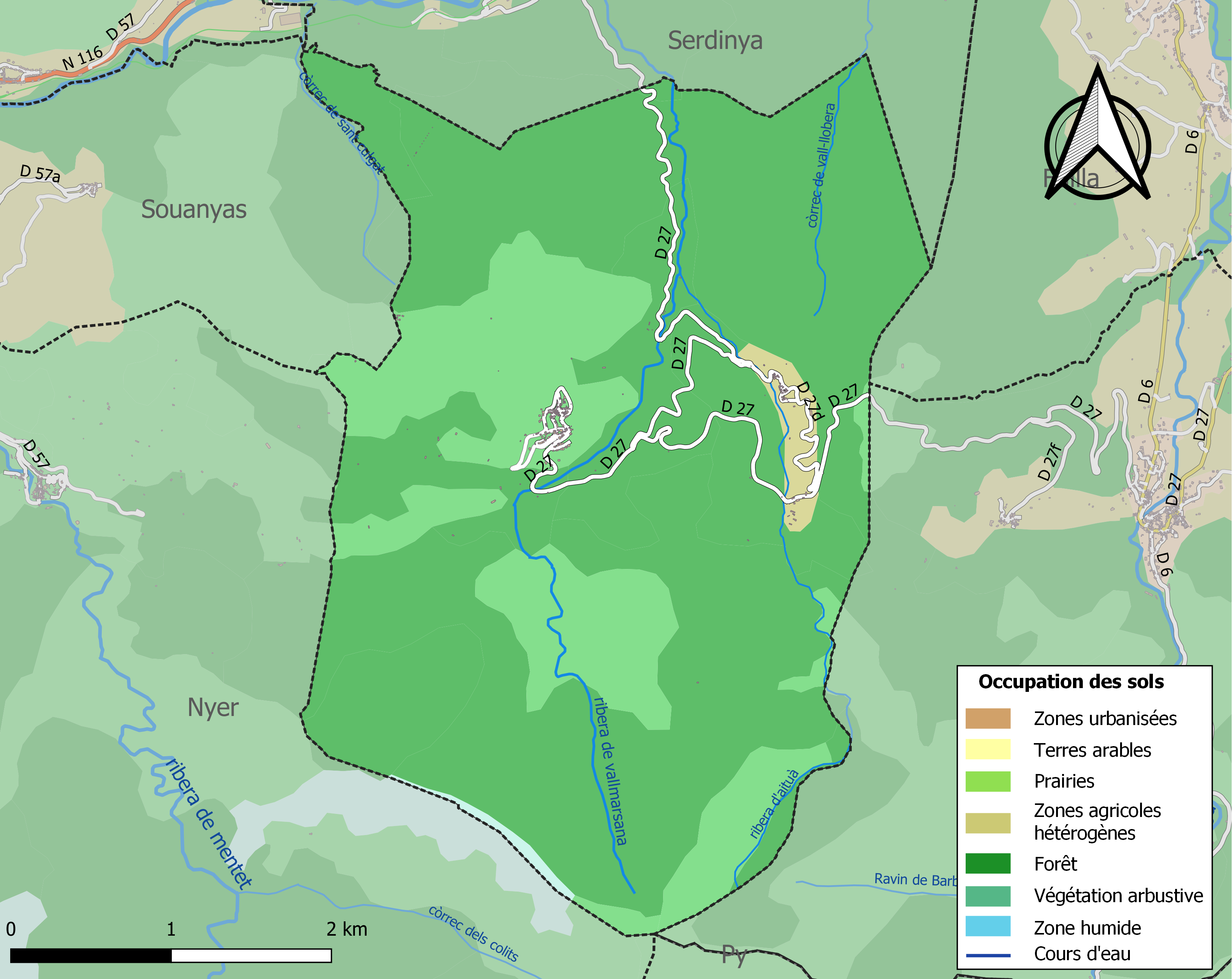
Kaart van de gemeente met de belangrijkste infrastructuur, bodemgebruik en omliggende gemeenten

## Demografie
Onderstaande figuur toont het verloop van het inwonertal (bron: INSEE-tellingen).